# Hans-Thilo Schmidt

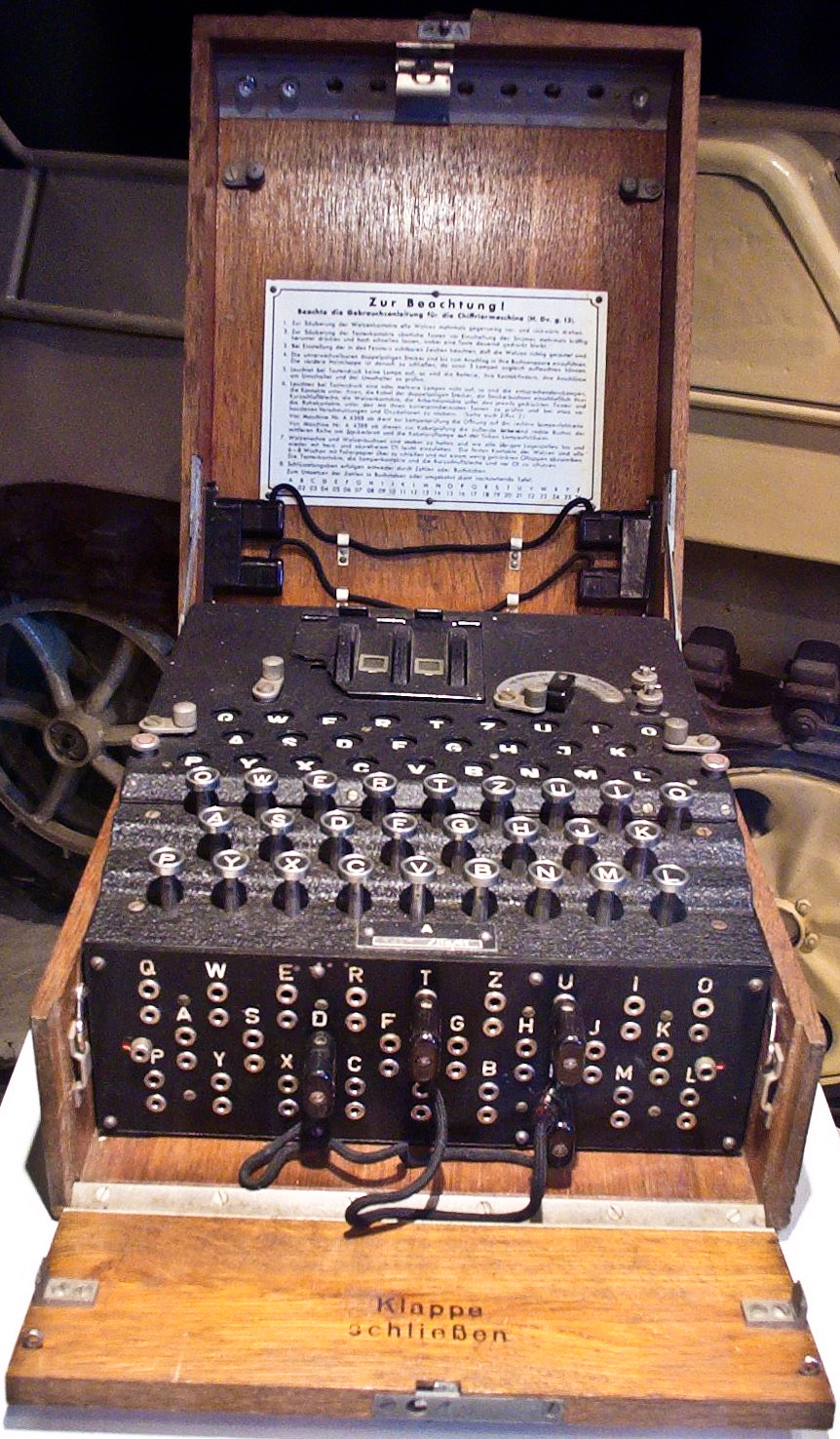
Die deutsche Schlüsselmaschine Enigma

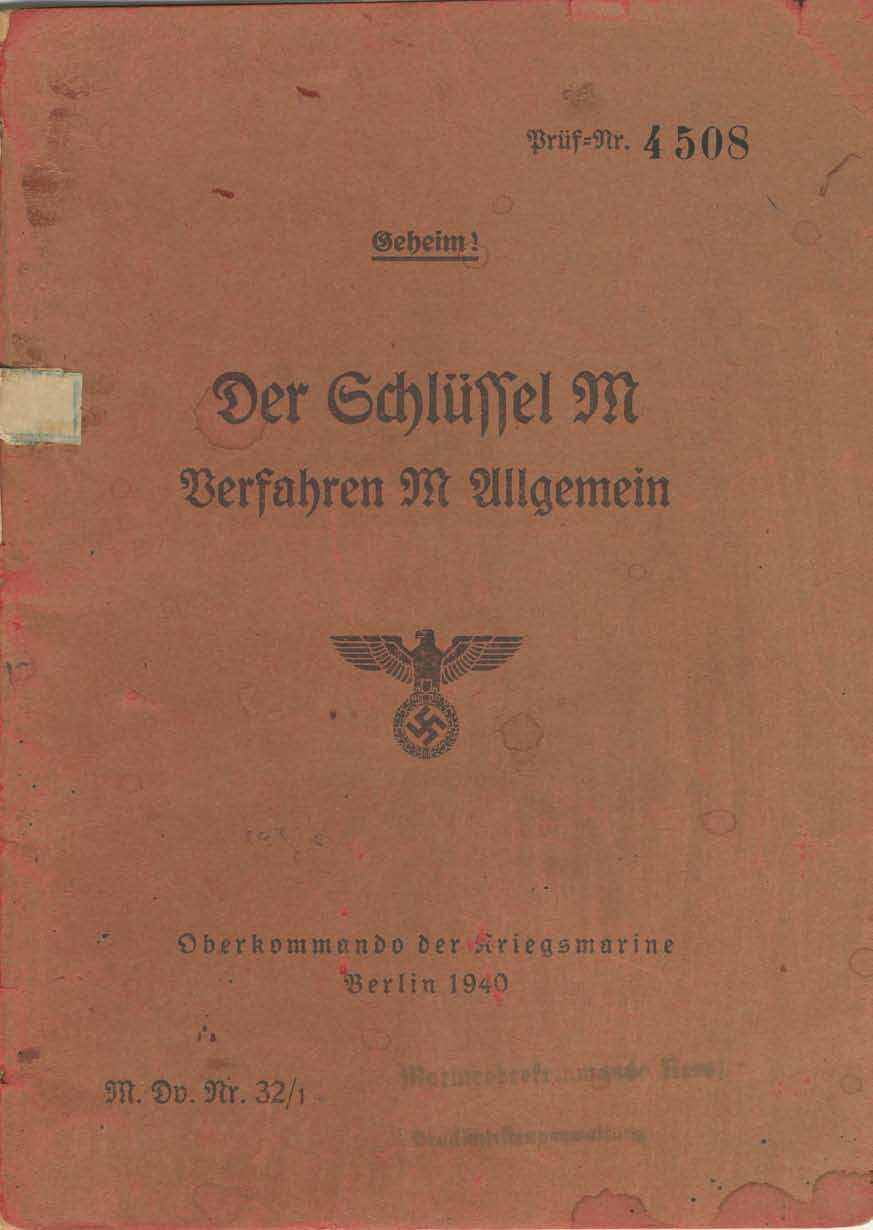
Schlüsselanleitung zur Enigma – Der Schlüssel M

Hans-Thilo Schmidt (* 13. Mai 1888; † 19. September 1943 in Berlin), Decknamen „HE“, „Asché“ und „Source D“, war ein Spion, der während der 1930er-Jahre Geheimnisse über die deutsche Schlüsselmaschine Enigma an den französischen Geheimdienst verkaufte.

## Leben
Hans-Thilo Schmidt wurde als zweiter Sohn des Gymnasialdirektors Rudolf Schmidt und seiner Frau Johanna, geb. Baronin von Könitz, geboren. Er wurde wie sein älterer Bruder Rudolf Offizier. Er war als Offizier im Ersten Weltkrieg im Fronteinsatz und musste die Armee wegen einer Verwundung während eines Gasangriffs verlassen. Hans-Thilo studierte nach dem Militärdienst Chemie, aber in den Jahren nach dem Ersten Weltkrieg war es schwierig, eine Anstellung in diesem Beruf zu finden. Sein Bruder Rudolf verschaffte ihm jedoch später einen zivilen Posten in der Chiffrierstelle des Reichswehrministeriums der Weimarer Republik.
Dort hatte er Zugang zu geheimen Unterlagen, wie der Gebrauchsanleitung (H.Dv.g.13 = Heeres-Dienstvorschrift, geheim, Nr. 13) und der Schlüsselanleitung (H.Dv.g.14) für die Enigma. Er entschloss sich Anfang 1931 aus finanziellen Gründen zur Kontaktaufnahme zum Service de Renseignement, dem französischen Geheimdienst. Der Leiter dieser Stelle, die die Deckbezeichnung „Bolek“ trug, war der französische Capitaine (Hauptmann) und spätere Général Gustave Bertrand. Dieser war zunächst misstrauisch und befürchtete, dass Schmidt ein Doppelagent sein könnte. Dennoch ließ er den Kontakt zu Schmidt nicht abreißen, wobei dafür hauptsächlich einer seiner Mitarbeiter, der französische Agent Rodolphe Lemoine (1871–1946) mit dem Decknamen „Rex“, zuständig war. Rex dolmetschte auch zwischen Schmidt und Bertrand, weil Schmidt kein Französisch sprach.
Schmidt erhielt die Tarnbezeichnung „HE“. Diese Buchstabenkombination ähnelt in französischer Aussprache dem Wort „Asché“, das zu Schmidts Decknamen wurde. Im Oktober 1931 lieferte er die Gebrauchsanleitung und die Schlüsselanleitung an die Franzosen. Darüber hinaus verriet er geheime Schlüsseltafeln, die die Walzenlage, Ringstellung und Steckerverbindungen für die Monate September und Oktober 1932 enthielten. Dies war besonders wertvoll, weil damit zwei Quartale abgedeckt wurden. Zu dieser Zeit waren erst drei Walzen (I bis III) bei der Enigma im Einsatz und die Walzenlage wurde nur vierteljährlich gewechselt (dies geschah erst ab Oktober 1936 täglich).
Der französische Geheimdienst leitete die Unterlagen an britische und polnische Stellen weiter. Während Franzosen und Briten nur wenig Nutzen aus diesen Unterlagen ziehen konnten, waren sie für die polnischen Codeknacker um Marian Rejewski sehr wertvoll, um noch im Jahre 1932 wichtige Einbrüche in die Enigma-Verschlüsselung zu erzielen. So gelang es ihnen, im Nachhinein viele abgehörte verschlüsselte deutsche Funksprüche zu entschlüsseln und, was noch wichtiger war, damit die Verdrahtung der Schlüsselwalzen der Enigma zu erschließen.
Schmidt war noch bis 1938 in der inzwischen in Reichskriegsministerium umbenannten Dienststelle tätig. Das von ihm übergebene Material ermöglichte es dem polnischen Biuro Szyfrów (deutsch: „Chiffrenbüro“), die erste Generation der Enigma-Maschinen zu brechen. Die polnische Arbeitsgruppe wurde nach dem Beginn des deutschen Überfall auf Polen im September 1939 nach Frankreich evakuiert. Ihr Beitrag legte den Grundstein zur Entzifferung der mit der Enigma verschlüsselten deutschen Funksprüche durch die Briten während des Zweiten Weltkriegs im englischen Bletchley Park. Schmidt wechselte zum 1. Oktober 1938 zum Forschungsamt, wo er die Leitung der Forschungsstelle Templin, einer geheimen Funk-Überwachungsstelle, übernahm und weiter für den französischen Geheimdienst tätig war.
Schmidt wurde am 23. März 1943 von seinem Führungsoffizier Lemoine bei Verhören – unter Umständen unter Anwendung von Folter – an die Gestapo verraten. Lemoine verriet aber nicht, dass die Franzosen Schmidts Unterlagen an Engländer und Polen weitergegeben hatten. Schmidt verhaftete man am 1. April 1943 in Berlin. Er starb durch Suizid am 19. September 1943 in der Haft durch Gift, das seine Tochter Gisela ihm in die Zelle geschmuggelt hatte.
Sein älterer Bruder Rudolf Schmidt war deutscher Offizier (zuletzt Generaloberst). Er wurde im Zuge der Spionageaffäre am 10. April 1943 von seinem Kommando abgezogen und nach Deutschland beordert.